# Chiesa di San Giuseppe (Crotone)
La chiesa di San Giuseppe è un chiesa rettoria situata all'interno del centro storico di Crotone, di fianco a palazzo Gallucci.

## Storia
La chiesa fu costruita nel primo Settecento, da principio per ospitare la Confraternita di Maria Addolorata. La consacrazione fu officiata nel 1756 da Domenico Morelli.

## Struttura
La Chiesa di San Giuseppe è un monumento di interesse di Crotone.
L'edificio attuale è il frutto della ricostruzione avvenuta nel 1719 di una struttura preesistente, avvenuto per opera del diacono Onofrio De Sanda, appartenente ad una vecchia famiglia cittadina di mastri carpentieri, e grazie all'elemosina dei fedeli. La chiesa è dedicata a San Giuseppe, protettore dei falegnami.
A suo ricordo è ancor oggi visibile l’iscrizione scolpita sull'architrave del portale: D.O.M. / Ad Divo Josepho 1719 / Cura Honuphrii De Sanda / Templum Piorum Aelemosinis Erectum.
Al suo interno sono sistemati pregiati altari in marmo e sono conservate alcune statue devozionali lignee, fra cui si menzionano le statue di San Giuseppe, di San Gregorio Vescovo e di San Nicolò da Bari. Ai lati si aprono quattro cappelle, fatte realizzare in occasione della ristrutturazione dalle famiglie Sculco, Lucifero, Gallucci e Zurlo.
Di particolare pregio, nella cappella Gallucci-Zurlo, è custodito un Crocifisso in legno di fattura partenopea, scolpito nel XVIII secolo.
L'interno della chiesa è decorato con stucchi.